# GFRAL
GFRAL‏ (GDNF family receptor alpha like) هوَ بروتين يُشَفر بواسطة جين GFRAL في الإنسان.